# Pleurothyrium acuminatum
Pleurothyrium acuminatum är en lagerväxtart som beskrevs av H. van der Werff. Pleurothyrium acuminatum ingår i släktet Pleurothyrium och familjen lagerväxter. Inga underarter finns listade i Catalogue of Life.